# Athina Kamarinopoulou
Athina Kamarinopoulou (grekiska: Αθηνά Καμαρινοπούλου), född 11 november 2006, är en grekisk konstsimmare.

## Karriär
I augusti 2023 vid junior-EM i Funchal var Kamarinopoulou en del av Greklands lag som tog brons i det fria lagprogrammet och det akrobatiska lagprogrammet.
I juni 2024 vid EM i Belgrad var Kamarinopoulou en del av Greklands lag som tog guld i det fria lagprogrammet samt silver i både det tekniska lagprogrammet och det akrobatiska lagprogrammet. I juni och juli 2024 vid junior-EM i Cottonera var hon även en del av Greklands lag som tog silver i både det tekniska lagprogrammet och det akrobatiska lagprogrammet samt brons i det fria lagprogrammet.